# Aartshertog Joseph-diamant
De Aartshertog Joseph-diamant is een 76,45-karaats diamant, die zijn naam dankt aan aartshertog Jozef August van Oostenrijk.
De diamant is waarschijnlijk afkomstig uit Golkonda.

## Eigenaren
- Aartshertog Jozef August
- 1936: Europese bankier
- 1993: Op veiling verkocht voor 6,4 miljoen dollar.
- 2012: Op veiling verkocht voor 16,9 miljoen euro.